# Denkmal für die Opfer der NS-Gewaltherrschaft (München)

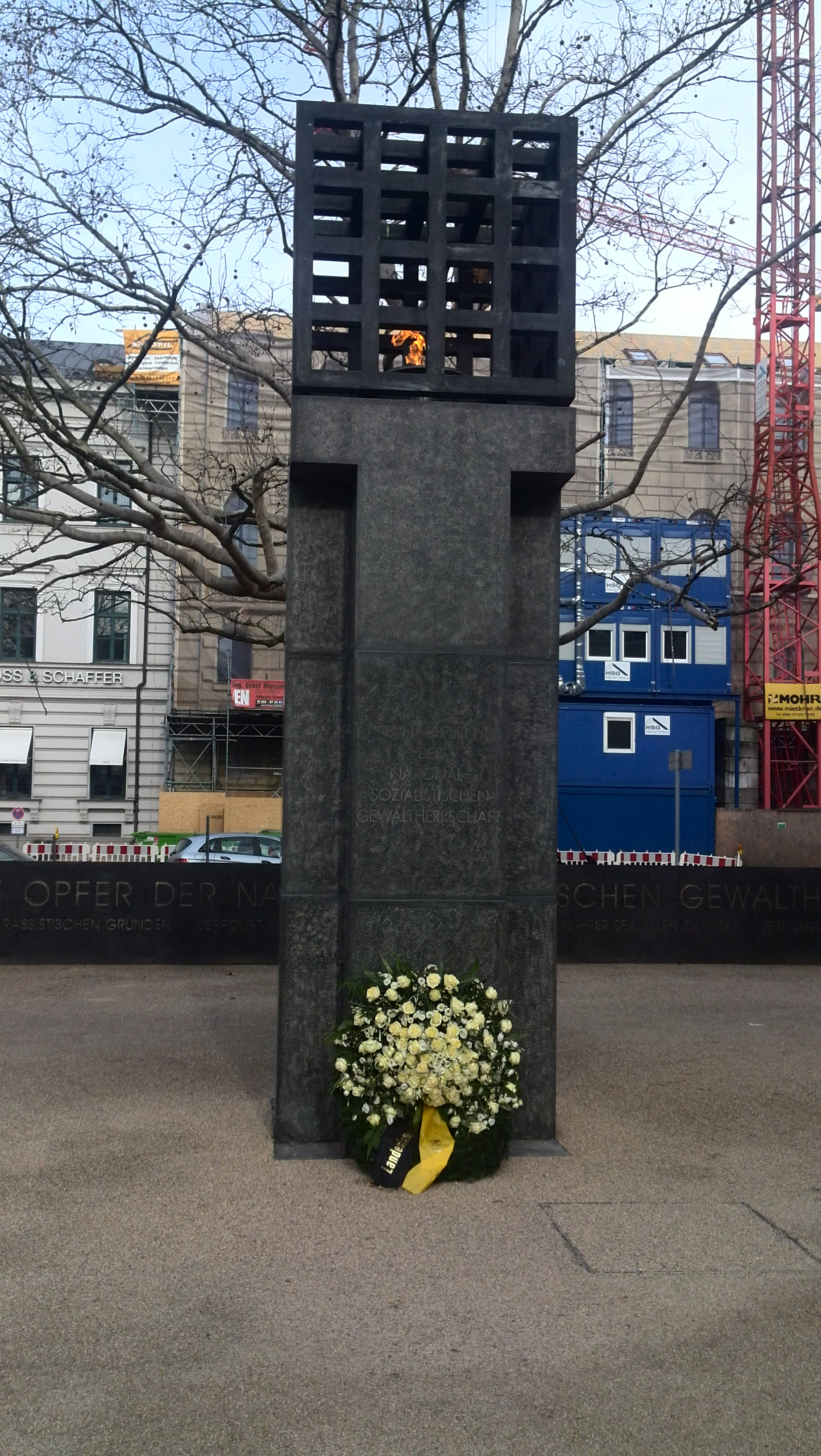
Das Denkmal im Februar 2014 (vorn die Ewige Flamme, dahinter die Bronzeplatte)

Das Denkmal für die Opfer der NS-Gewaltherrschaft ist eine Gedenkstätte in der Altstadt von München. Es wurde 1985 von dem aus Winzer stammenden Bildhauer Andreas Sobeck geschaffen und in Erinnerung an die Opfer der nationalsozialistischen Diktatur (Tötungen/Ermordungen aufgrund der Diktatur) auf dem Platz der Opfer des Nationalsozialismus an der Ecke Brienner Straße/Maximiliansplatz errichtet. Die Übergabe des Denkmals erfolgte im Rahmen einer Gedenkfeier am 8. November 1985 durch den damaligen Oberbürgermeister von München Georg Kronawitter.
Sobeck schuf ein insgesamt etwa sechs Meter hohes Monument. Es besteht aus einer Stele aus Basalt, die in ihrem oberen Ende von einem gegitterten Kubus aus Stahl abgeschlossen wird. In diesem symbolischen Kerker lodert in einer Schale ein Ewiges Licht. Sobecks Entwurf hatte sich in einem von der Stadt München ausgeschriebenen Wettbewerb durchgesetzt.
Die Flamme wird durch Gas gespeist.
Das Denkmal ersetzte einen von Karl Oppenrieder gestalteten Granitstein. Er wurde 1962 als Provisorium aufgestellt und fand nach der Neugestaltung des Platzes Anfang der 1980er Jahre auf dem Neuhausener Platz der Freiheit einen neuen Standort.

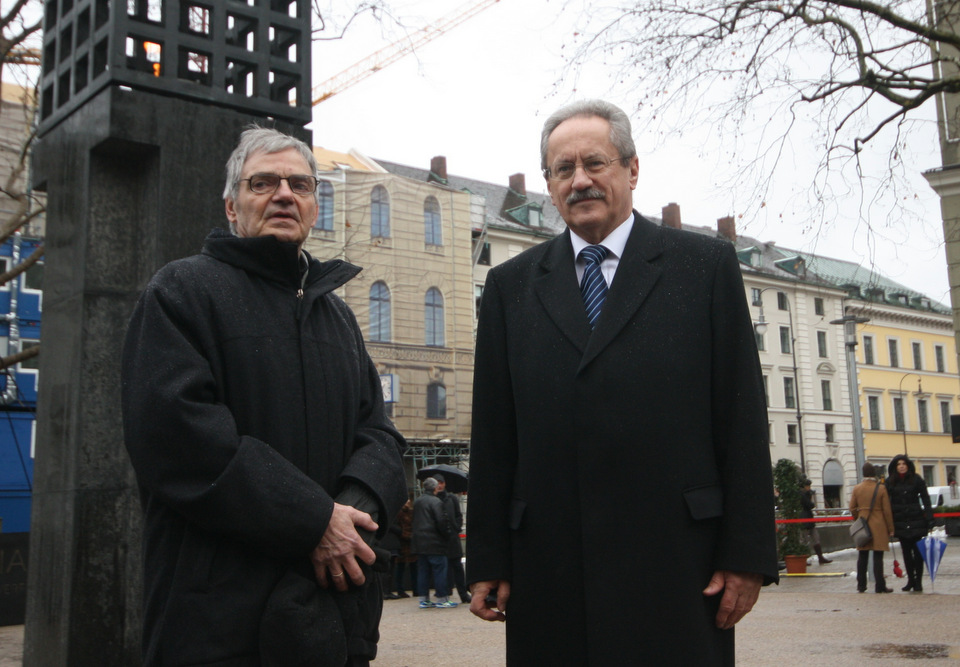
Andreas Sobeck (li.) und der Münchner OB Christian Ude am 27. Januar 2014 nach dem Entzünden der Flamme im Denkmal im Anschluss an die Umgestaltung des Platzes

Seit den 2014 abgeschlossenen Umbaumaßnahmen befindet sich hinter der ewigen Flamme eine 18,5 Meter lange und 1,30 Meter hohe Bronzetafel mit der Inschrift „Im Gedenken an die Opfer der nationalsozialistischen Gewaltherrschaft“.